# Weingut Graf von Schönborn

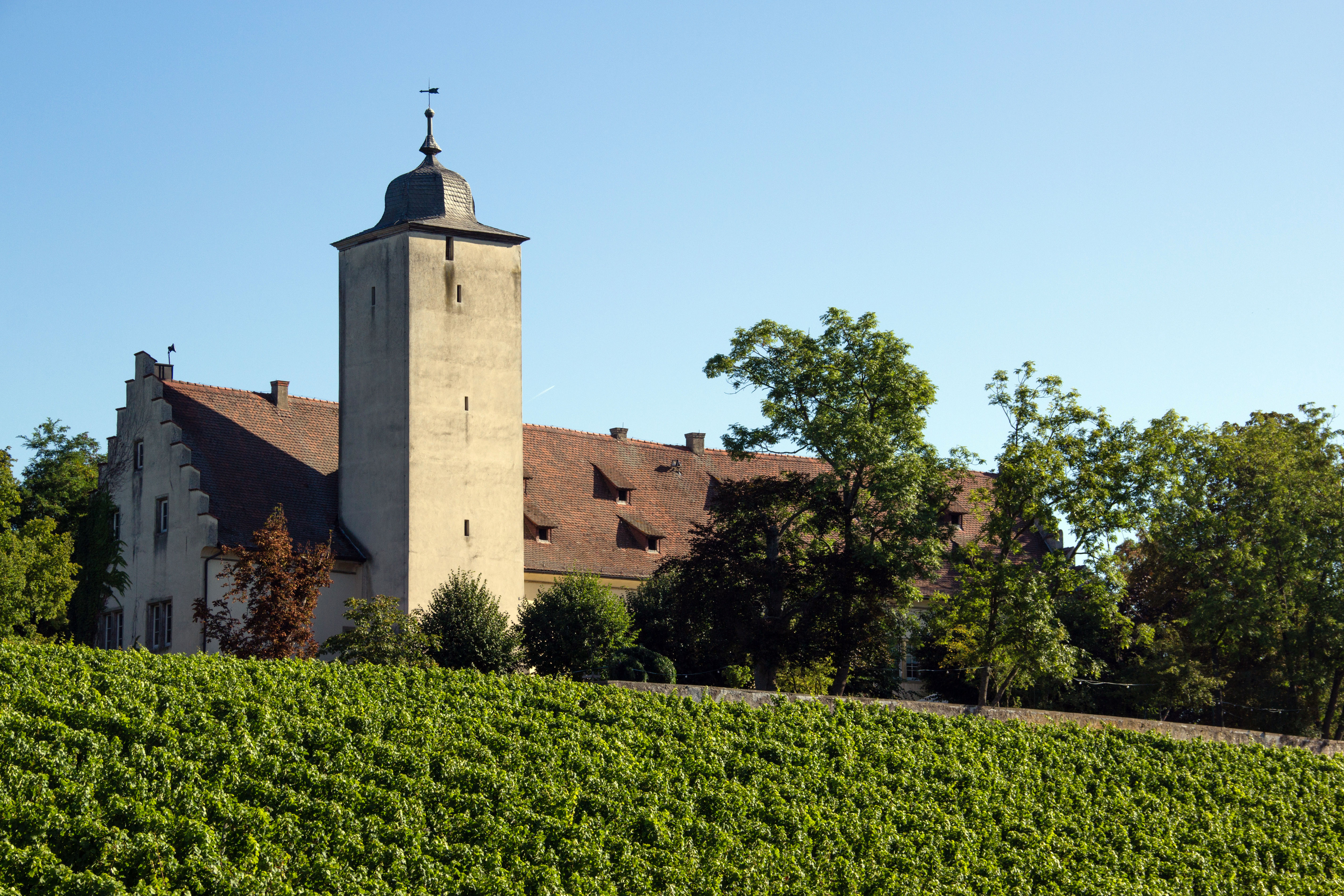
Die Weinberge um die Hallburg

Das Weingut Graf von Schönborn befindet sich in Schloss Hallburg im Süden der Volkacher Mainschleife im Weinbaugebiet Franken. Es bewirtschaftet 28 Hektar Rebfläche und produziert rund 170.000 Flaschen pro Jahr.
Das Weingut wird vom Inhaber Paul Graf von Schönborn geleitet, der auch im Rheingau ein Weingut besitzt.
Das Gut hat sich besonders mit Weißweinen der Rebsorten Riesling und Silvaner einen Namen gemacht, deren Spitzenqualitäten auf den warmen, tonhaltigen Keuper- und Muschelkalkböden der Lagen Hallburger Schlossberg und Gaibacher Schlosspark gedeihen.
Vom Weinführer Gault Millau wurden ihm im Jahr 2010 drei von fünf Trauben verliehen. Das Verkostungsteam von Gerhard Eichelmann bewertete das Gut 2010 mit drei von fünf Sternen.

## Geschichte
Das Weingut Graf von Schönborn gehört zu einem ausgedehnten Besitz der Grafen von Schönborn, deren Weinbergbesitz in Winkel im Rheingau seit 1349 urkundlich nachgewiesen ist.
Seit 1998 verwaltet Paul Graf von Schönborn die Besitztümer, zu denen neben dem Weingut Graf von Schönborn das Domänenweingut Schloss Schönborn in Hattenheim im Rheingau und Casa Cadaval in Muge in Portugal gehören. Gutsverwalter ist seit 1986 Georg Hünnerkopf, der 2008 vom Gault Millau zum „Gutsverwalter des Jahres“ gekürt wurde; Casa Cadaval wird von Teresa Gräfin von Schönborn geleitet. Ebenso wie das Domänenweingut Schloss Schönborn im Rheingau gehört das Weingut Graf von Schönborn in Franken zum Verband deutscher Prädikatsweingüter.
Am 19. Oktober 2012 durchsuchten Weinkontrolleure und Polizei das Weingut im hessischen Hattenheim. Nach dem Inhaber wird wegen Verstößen gegen das Deutsche Weingesetz gegen den Gutsverwalter ermittelt. Das Weingut nahm im August 2013 aufgrund der laufenden Ermittlungen 22 Weine aus dem Sortiment. Von den nicht zulässigen önologischen Verfahren sollen auch die fränkischen Weine betroffen sein. Die Mitgliedschaft des Betriebes im Verband Deutscher Prädikatsweingüter(VDP) ruht derzeit (Stand August 2013) auf Antrag des Inhabers. Im Januar 2021 wurde die Schließung des Kellereistandorts Hattenheim durch die Familie Schönborn bekanntgegeben. Die Bewirtschaftung der Weinbergsflächen soll outgesourcest werden.

## Rebsortenspiegel
Die folgenden Rebsorten befanden sich im Jahr 2010 im Sortiment des Guts:
- Silvaner, 28 %
- Riesling, 14 %
- Bacchus, 10 %
- Müller-Thurgau, 9 %
- Grauer Burgunder, 7 %
- Weißer Burgunder, 6 %

Es werden alle Weine gemäß dem Klassifikationsmodell des VDP angeboten.